# أفيف إبراهيم
أفيف إبراهيم (بالعبرية: אביב אברהם‏) هو لاعب كرة قدم إسرائيلي في مركز الوسط، ولد في 30 مارس 1996 في العفولة في إسرائيل. لعب مع مكابي نتانيا.

## وصلات خارجية
- أفيف إبراهيم على موقع قاعدة بيانات كرة القدم.إي يو (الإنجليزية)
- أفيف إبراهيم على موقع ناشيونال فوتبول تيمز (الإنجليزية)
- أفيف إبراهيم على موقع Soccerway.com (الإنجليزية)